# 기시 노부오
기시 노부오(일본어: 岸 信夫, 옛 성 아베(安倍), 1959년 4월 1일~)는 일본의 정치인 가문이자, 정치인이다. 제20·21·22대 방위대신이다.

## 생애

### 출생과 성장
1959년 4월 1일, 일본 도쿄도에서 아베 신타로, 요코 부부의 셋째 아들로 태어났다. 친형들은 히로노부, 신조이며 태어난 지 얼마 되지 않아 외가 기시가(岸家)에 호적상 양자로 들였는데 이유는 노부오의 외조부 기시 노부스케의 장남 노부카즈에게 자녀가 없었고, 그 자신이 3살경에 앓았던 소아마비 때문에 부친의 뒤를 이어 정치활동을 할 수 없었기 때문이다.
어린 시절에는 신타로와 요코가 자신의 친부모, 히로노부와 신조가 친형제라는 사실도 모른 채 자라왔다. 이에 대해 노부오는 다음과 같이 회고했다.
신조 형과의 관계를 알게 된 건 대학 진학을 준비하며 관련 서류를 준비하던 중 호적 등본을 떼었을 때였다. 그때가 대학 입학 전이었는데, 호적 등본을 보니 아버지 노부카즈 밑에 있는 내 이름 옆에 떡하니 '양자'라는 글씨가 쓰여 있었다. 그걸 본 순간 나는 얼음이 되고 말았다. 그때의 충격은 정말이지 대단했다. 그날 호적 등본을 본 이후로 한 달 동안 '왜 지금까지 안 알려준 거지?'라는 생각만 했다. 머릿속이 일종의 혼란 상태였다.

쇼토 유치원, 게이오기주쿠 유치사(초등학교), 게이오기주쿠 보통부(중학교), 게이오기주쿠 고등학교를 거쳐 게이오기주쿠 대학 경제학부에 진학하는 이른바 '에스컬레이터식 진학'을 한 기시 노부오는 1981년 대학 졸업 후 스미토모 상사에 입사한 뒤 2002년까지 20여 년간 근무했다. 이 시절에 대해 노부오는 "물량 조달을 위해 전세계를 날아다닌 '상사맨' 시절이었다"라고 회고하기도 했다.
한편 노부오는 2002년 스미토모 상사에서 퇴사한 뒤 정계 입문을 준비했다. 그러나 노부오의 정계 진출에 대해 형 신조는 찬성하지 않았다고 전해진다.

### 정치인 시절
2004년 7월 실시된 제20회 참의원 선거에 야마구치현 선거구에서 자민당 공천을 받아 출마하여 당선되면서 참의원에 입성했다. 이후 후쿠다 야스오, 아소 다로 내각에서 방위대신 정무관을 지냈다. 2010년 7월 실시된 제22회 참의원 선거에서는 재선에 성공했다.
2011년 4월 14일, 동일본 대지진 피해 복구를 위한 추경 예산안이 국회에서 논의되던 중 정부가 피해 복구 지원 예산 확보를 위해 정부개발원조(ODA) 활동을 위한 예산을 삭감하기로 결정하자 이에 반대하며 초당파 연합을 꾸려 참여하기도 했다.
2012년에는 참의원 의원직에서 사퇴한 뒤 제46회 총선거에 야마구치현 제2구에서 중의원 의원 후보로 출마했다. 민주당의 히라오카 히데오를 꺾고 당선되면서 초선 중의원 의원이 되었다.
2013년 9월 30일에는 외무 부대신으로 취임했다. 2014년 12월 실시된 제47회 총선거에서는 재선에 성공했다.
2016년 1월 4일에는 중의원 외무위원회 위원장이 되었다. 이후 2016년 8월 5일 다시 외무 부대신이 되었다. 2017년 10월 실시된 제48회 총선거에서는 3선에 성공했다.
2018년 10월에는 중의원 안전보장위원회 위원장이 되었다. 1년 뒤인 2019년 9월 26일 중의원 의원운영위원회 수석이사에 취임했다.
2020년 9월 16일, 스가 내각에서 처음으로 국무대신(각료)으로 입각해 방위대신에 취임했다.
2021년 10월 31일, 제49회 일본 중의원 의원 총선거에서 야마구치현 제2구에서 4선에 당선되었다.

## 가족 관계
|             |             |             |             | 아베 다메                                                            | 아베 다메                                                            | 아베 다메                                                            | 아베 다메                                                            | 아베 다메                                                            | 아베 다메                                                            |                                                       |                                                       |                                                       |                                                       |  |  | 아베 도라노스케                                                                          | 아베 도라노스케                                                                          | 아베 도라노스케                                                                          | 아베 도라노스케                                                                          | 아베 도라노스케                                                                          | 아베 도라노스케                                                                          |  |  |                                                                                             |                                                                                             |                                                                                             |                                                                                             |                                                                                             |                                                                                             |  |  |             |             |             |             |             |             |  |  |                                                        |                                                        |                                                        |                                                        |                                                        |                                                        |  |  |
|             |             |             |             | 아베 다메                                                            | 아베 다메                                                            | 아베 다메                                                            | 아베 다메                                                            | 아베 다메                                                            | 아베 다메                                                            |                                                       |                                                       |                                                       |                                                       |  |  | 아베 도라노스케                                                                          | 아베 도라노스케                                                                          | 아베 도라노스케                                                                          | 아베 도라노스케                                                                          | 아베 도라노스케                                                                          | 아베 도라노스케                                                                          |  |  |                                                                                             |                                                                                             |                                                                                             |                                                                                             |                                                                                             |                                                                                             |  |  |             |             |             |             |             |             |  |  |                                                        |                                                        |                                                        |                                                        |                                                        |                                                        |  |  |
|             |             |             |             |                                                                      |                                                                      |                                                                      |                                                                      |                                                                      |                                                                      |                                                       |                                                       |                                                       |                                                       |  |  |                                                                                          |                                                                                          |                                                                                          |                                                                                          |                                                                                          |                                                                                          |  |  |                                                                                             |                                                                                             |                                                                                             |                                                                                             |                                                                                             |                                                                                             |  |  |             |             |             |             |             |             |  |  |                                                        |                                                        |                                                        |                                                        |                                                        |                                                        |  |  |
|             |             |             |             |                                                                      |                                                                      |                                                                      |                                                                      |                                                                      |                                                                      |                                                       |                                                       |                                                       |                                                       |  |  |                                                                                          |                                                                                          |                                                                                          |                                                                                          |                                                                                          |                                                                                          |  |  |                                                                                             |                                                                                             |                                                                                             |                                                                                             |                                                                                             |                                                                                             |  |  |             |             |             |             |             |             |  |  |                                                        |                                                        |                                                        |                                                        |                                                        |                                                        |  |  |
|             |             |             |             | 아베 시즈코 일본 제국 육군 대장 오시마 요시마사의 손녀               | 아베 시즈코 일본 제국 육군 대장 오시마 요시마사의 손녀               | 아베 시즈코 일본 제국 육군 대장 오시마 요시마사의 손녀               | 아베 시즈코 일본 제국 육군 대장 오시마 요시마사의 손녀               | 아베 시즈코 일본 제국 육군 대장 오시마 요시마사의 손녀               | 아베 시즈코 일본 제국 육군 대장 오시마 요시마사의 손녀               |                                                       |                                                       |                                                       |                                                       |  |  | 아베 간 1894년-1946년 일본의 중의원 의원                                                 | 아베 간 1894년-1946년 일본의 중의원 의원                                                 | 아베 간 1894년-1946년 일본의 중의원 의원                                                 | 아베 간 1894년-1946년 일본의 중의원 의원                                                 | 아베 간 1894년-1946년 일본의 중의원 의원                                                 | 아베 간 1894년-1946년 일본의 중의원 의원                                                 |  |  |                                                                                             |                                                                                             |                                                                                             |                                                                                             |                                                                                             |                                                                                             |  |  |             |             |             |             |             |             |  |  |                                                        |                                                        |                                                        |                                                        |                                                        |                                                        |  |  |
|             |             |             |             | 아베 시즈코 일본 제국 육군 대장 오시마 요시마사의 손녀               | 아베 시즈코 일본 제국 육군 대장 오시마 요시마사의 손녀               | 아베 시즈코 일본 제국 육군 대장 오시마 요시마사의 손녀               | 아베 시즈코 일본 제국 육군 대장 오시마 요시마사의 손녀               | 아베 시즈코 일본 제국 육군 대장 오시마 요시마사의 손녀               | 아베 시즈코 일본 제국 육군 대장 오시마 요시마사의 손녀               |                                                       |                                                       |                                                       |                                                       |  |  | 아베 간 1894년-1946년 일본의 중의원 의원                                                 | 아베 간 1894년-1946년 일본의 중의원 의원                                                 | 아베 간 1894년-1946년 일본의 중의원 의원                                                 | 아베 간 1894년-1946년 일본의 중의원 의원                                                 | 아베 간 1894년-1946년 일본의 중의원 의원                                                 | 아베 간 1894년-1946년 일본의 중의원 의원                                                 |  |  |                                                                                             |                                                                                             |                                                                                             |                                                                                             |                                                                                             |                                                                                             |  |  |             |             |             |             |             |             |  |  |                                                        |                                                        |                                                        |                                                        |                                                        |                                                        |  |  |
|             |             |             |             |                                                                      |                                                                      |                                                                      |                                                                      |                                                                      |                                                                      |                                                       |                                                       |                                                       |                                                       |  |  |                                                                                          |                                                                                          |                                                                                          |                                                                                          |                                                                                          |                                                                                          |  |  |                                                                                             |                                                                                             |                                                                                             |                                                                                             |                                                                                             |                                                                                             |  |  |             |             |             |             |             |             |  |  |                                                        |                                                        |                                                        |                                                        |                                                        |                                                        |  |  |
|             |             |             |             |                                                                      |                                                                      |                                                                      |                                                                      |                                                                      |                                                                      |                                                       |                                                       |                                                       |                                                       |  |  |                                                                                          |                                                                                          |                                                                                          |                                                                                          |                                                                                          |                                                                                          |  |  |                                                                                             |                                                                                             |                                                                                             |                                                                                             |                                                                                             |                                                                                             |  |  |             |             |             |             |             |             |  |  |                                                        |                                                        |                                                        |                                                        |                                                        |                                                        |  |  |
|             |             |             |             | 아베 요코 1928년- 일본의 제56·57대 내각총리대신 기시 노부스케의 장녀 | 아베 요코 1928년- 일본의 제56·57대 내각총리대신 기시 노부스케의 장녀 | 아베 요코 1928년- 일본의 제56·57대 내각총리대신 기시 노부스케의 장녀 | 아베 요코 1928년- 일본의 제56·57대 내각총리대신 기시 노부스케의 장녀 | 아베 요코 1928년- 일본의 제56·57대 내각총리대신 기시 노부스케의 장녀 | 아베 요코 1928년- 일본의 제56·57대 내각총리대신 기시 노부스케의 장녀 |                                                       |                                                       |                                                       |                                                       |  |  | 아베 신타로 1924년-1991년 일본의 농림대신 내각관방장관 통상산업대신 외무대신 중의원 의원 | 아베 신타로 1924년-1991년 일본의 농림대신 내각관방장관 통상산업대신 외무대신 중의원 의원 | 아베 신타로 1924년-1991년 일본의 농림대신 내각관방장관 통상산업대신 외무대신 중의원 의원 | 아베 신타로 1924년-1991년 일본의 농림대신 내각관방장관 통상산업대신 외무대신 중의원 의원 | 아베 신타로 1924년-1991년 일본의 농림대신 내각관방장관 통상산업대신 외무대신 중의원 의원 | 아베 신타로 1924년-1991년 일본의 농림대신 내각관방장관 통상산업대신 외무대신 중의원 의원 |  |  |                                                                                             |                                                                                             |                                                                                             |                                                                                             |                                                                                             |                                                                                             |  |  |             |             |             |             |             |             |  |  |                                                        |                                                        |                                                        |                                                        |                                                        |                                                        |  |  |
|             |             |             |             | 아베 요코 1928년- 일본의 제56·57대 내각총리대신 기시 노부스케의 장녀 | 아베 요코 1928년- 일본의 제56·57대 내각총리대신 기시 노부스케의 장녀 | 아베 요코 1928년- 일본의 제56·57대 내각총리대신 기시 노부스케의 장녀 | 아베 요코 1928년- 일본의 제56·57대 내각총리대신 기시 노부스케의 장녀 | 아베 요코 1928년- 일본의 제56·57대 내각총리대신 기시 노부스케의 장녀 | 아베 요코 1928년- 일본의 제56·57대 내각총리대신 기시 노부스케의 장녀 |                                                       |                                                       |                                                       |                                                       |  |  | 아베 신타로 1924년-1991년 일본의 농림대신 내각관방장관 통상산업대신 외무대신 중의원 의원 | 아베 신타로 1924년-1991년 일본의 농림대신 내각관방장관 통상산업대신 외무대신 중의원 의원 | 아베 신타로 1924년-1991년 일본의 농림대신 내각관방장관 통상산업대신 외무대신 중의원 의원 | 아베 신타로 1924년-1991년 일본의 농림대신 내각관방장관 통상산업대신 외무대신 중의원 의원 | 아베 신타로 1924년-1991년 일본의 농림대신 내각관방장관 통상산업대신 외무대신 중의원 의원 | 아베 신타로 1924년-1991년 일본의 농림대신 내각관방장관 통상산업대신 외무대신 중의원 의원 |  |  |                                                                                             |                                                                                             |                                                                                             |                                                                                             |                                                                                             |                                                                                             |  |  |             |             |             |             |             |             |  |  |                                                        |                                                        |                                                        |                                                        |                                                        |                                                        |  |  |
|             |             |             |             |                                                                      |                                                                      |                                                                      |                                                                      |                                                                      |                                                                      |                                                       |                                                       |                                                       |                                                       |  |  |                                                                                          |                                                                                          |                                                                                          |                                                                                          |                                                                                          |                                                                                          |  |  |                                                                                             |                                                                                             |                                                                                             |                                                                                             |                                                                                             |                                                                                             |  |  |             |             |             |             |             |             |  |  |                                                        |                                                        |                                                        |                                                        |                                                        |                                                        |  |  |
|             |             |             |             |                                                                      |                                                                      |                                                                      |                                                                      |                                                                      |                                                                      |                                                       |                                                       |                                                       |                                                       |  |  |                                                                                          |                                                                                          |                                                                                          |                                                                                          |                                                                                          |                                                                                          |  |  |                                                                                             |                                                                                             |                                                                                             |                                                                                             |                                                                                             |                                                                                             |  |  |             |             |             |             |             |             |  |  |                                                        |                                                        |                                                        |                                                        |                                                        |                                                        |  |  |
| 아베 사치코 | 아베 사치코 | 아베 사치코 | 아베 사치코 | 아베 사치코                                                          | 아베 사치코                                                          |                                                                      |                                                                      | 아베 히로노부 1952년- 일본의 미쓰비시상사 패키징 사장                | 아베 히로노부 1952년- 일본의 미쓰비시상사 패키징 사장                | 아베 히로노부 1952년- 일본의 미쓰비시상사 패키징 사장 | 아베 히로노부 1952년- 일본의 미쓰비시상사 패키징 사장 | 아베 히로노부 1952년- 일본의 미쓰비시상사 패키징 사장 | 아베 히로노부 1952년- 일본의 미쓰비시상사 패키징 사장 |  |  | 아베 아키에 1962년-                                                                      | 아베 아키에 1962년-                                                                      | 아베 아키에 1962년-                                                                      | 아베 아키에 1962년-                                                                      | 아베 아키에 1962년-                                                                      | 아베 아키에 1962년-                                                                      |  |  | 아베 신조 1954년-2022년 일본의 제90·96·97·98대 내각총리대신 제72대 내각관방장관 중의원 의원 | 아베 신조 1954년-2022년 일본의 제90·96·97·98대 내각총리대신 제72대 내각관방장관 중의원 의원 | 아베 신조 1954년-2022년 일본의 제90·96·97·98대 내각총리대신 제72대 내각관방장관 중의원 의원 | 아베 신조 1954년-2022년 일본의 제90·96·97·98대 내각총리대신 제72대 내각관방장관 중의원 의원 | 아베 신조 1954년-2022년 일본의 제90·96·97·98대 내각총리대신 제72대 내각관방장관 중의원 의원 | 아베 신조 1954년-2022년 일본의 제90·96·97·98대 내각총리대신 제72대 내각관방장관 중의원 의원 |  |  | 기시 지카코 | 기시 지카코 | 기시 지카코 | 기시 지카코 | 기시 지카코 | 기시 지카코 |  |  | 기시 노부오 1959년- 일본의 제21대 방위대신 중의원 의원 | 기시 노부오 1959년- 일본의 제21대 방위대신 중의원 의원 | 기시 노부오 1959년- 일본의 제21대 방위대신 중의원 의원 | 기시 노부오 1959년- 일본의 제21대 방위대신 중의원 의원 | 기시 노부오 1959년- 일본의 제21대 방위대신 중의원 의원 | 기시 노부오 1959년- 일본의 제21대 방위대신 중의원 의원 |  |  |
| 아베 사치코 | 아베 사치코 | 아베 사치코 | 아베 사치코 | 아베 사치코                                                          | 아베 사치코                                                          |                                                                      |                                                                      | 아베 히로노부 1952년- 일본의 미쓰비시상사 패키징 사장                | 아베 히로노부 1952년- 일본의 미쓰비시상사 패키징 사장                | 아베 히로노부 1952년- 일본의 미쓰비시상사 패키징 사장 | 아베 히로노부 1952년- 일본의 미쓰비시상사 패키징 사장 | 아베 히로노부 1952년- 일본의 미쓰비시상사 패키징 사장 | 아베 히로노부 1952년- 일본의 미쓰비시상사 패키징 사장 |  |  | 아베 아키에 1962년-                                                                      | 아베 아키에 1962년-                                                                      | 아베 아키에 1962년-                                                                      | 아베 아키에 1962년-                                                                      | 아베 아키에 1962년-                                                                      | 아베 아키에 1962년-                                                                      |  |  | 아베 신조 1954년-2022년 일본의 제90·96·97·98대 내각총리대신 제72대 내각관방장관 중의원 의원 | 아베 신조 1954년-2022년 일본의 제90·96·97·98대 내각총리대신 제72대 내각관방장관 중의원 의원 | 아베 신조 1954년-2022년 일본의 제90·96·97·98대 내각총리대신 제72대 내각관방장관 중의원 의원 | 아베 신조 1954년-2022년 일본의 제90·96·97·98대 내각총리대신 제72대 내각관방장관 중의원 의원 | 아베 신조 1954년-2022년 일본의 제90·96·97·98대 내각총리대신 제72대 내각관방장관 중의원 의원 | 아베 신조 1954년-2022년 일본의 제90·96·97·98대 내각총리대신 제72대 내각관방장관 중의원 의원 |  |  | 기시 지카코 | 기시 지카코 | 기시 지카코 | 기시 지카코 | 기시 지카코 | 기시 지카코 |  |  | 기시 노부오 1959년- 일본의 제21대 방위대신 중의원 의원 | 기시 노부오 1959년- 일본의 제21대 방위대신 중의원 의원 | 기시 노부오 1959년- 일본의 제21대 방위대신 중의원 의원 | 기시 노부오 1959년- 일본의 제21대 방위대신 중의원 의원 | 기시 노부오 1959년- 일본의 제21대 방위대신 중의원 의원 | 기시 노부오 1959년- 일본의 제21대 방위대신 중의원 의원 |  |  |

## 역대 선거 결과
|  | 49.10% |

|  | 57.76% |

|  | 55.37% |

|  | 58.41% |

|  | 73.83% |

|  | 76.94% |